# Gotthard Mauritz von Rehausen
Gotthard Mauritz, baron von Rehausen (ur. wrzesień 1761  – zm. 1822) szwedzki dyplomata. W roku 1789 specjalny wysłannik do Turynu.
Jego matką była hrabianka Henrietta Maria Cronhielm af Flosta.
Gotthard Mauritz von Rehausen od najmłodszych lat służył w gwardii królewskiej, gdzie doszedł do stopnia porucznika.
W styczniu 1788 roku, jako młody dyplomata, Rehausen został "kawalerem legacji" w misji dyplomatycznej szwedzkiej w Kopenhadze. W roku następnym przeniesiony do Hagi, gdzie został sekretarzem placówki dyplomatycznej.
We wrześniu 1789 roku, król szwedzki Gustaw III postanowił dać schronienie w Szwecji Karolowi, hrabiemu d'Artois i księciu Ludwikowi de Condé, którzy w proteście przeciw polityce Ludwika XVI opuścili 17 lipca 1789 roku Francję.
Trzeba ich było szybko odszukać. Na dworze sztokholmskim myślano, że są w Holandii, dlatego Rehausen otrzymał to zadanie. Musiał on jednak przebyć daleką drogę przez Paryż ogarnięty rewolucją do Turynu, gdzie znajdowali się obaj uciekinierzy.
W Paryżu, gdzie musiał spędzić jeden dzień, Rehausen widział ludzi pozwalających się prowadzić bez oporu na latarnie, na wpół rozebraną już Bastylię, pewnego młodego Holendra obnażającego się publicznie, ponieważ chciał udowodnić, że nie jest przebraną księżną i posiedzenie Zgromadzenia Narodowego w Wersalu. Słyszał wystąpienie Mirabeau i "...długie dyskusje nad sprawami godnymi pożałowania, podczas gdy decyzje w sprawach naprawdę ważnych zapadały w milczeniu...".
9 października 1789 dotarł do Turynu. Następnego dnia przyjął go Karolowi, hrabia d'Artois, który wyraził wdzięczność za gest Gustawa III, lecz na razie postanowił pozostać w Turynie.